# 绢毛杜英
绢毛杜英（学名：Elaeocarpus nitentifolius）为杜英科杜英属下的一个种。

## 扩展阅读
- 維基物種上的相關：绢毛杜英